# Horst von Gizycki
Horst von Gizycki (* 16. Januar 1930 in Berlin; † 1. Juni 2009 in Kassel) war ein deutscher Kunst- und Sozialpsychologe, Schriftsteller, Publizist und Essayist.

## Leben
Horst von Gizycki wurde 1930 in Berlin geboren und wuchs dort auf. Das Gymnasium besuchte er in Berlin, Brünn und Goslar (Abitur 1949). Anschließend absolvierte er eine Lehre als Industriekaufmann und Werbetexter. Ab 1952 studierte er die Fächer Psychologie (Diplom), Philosophie und Soziologie in Göttingen. 1959 promovierte er mit einer empirischen Arbeit über die Psychologie des Urteils. Im Rahmen der Erwachsenenbildung der Universität Göttingen beschäftigte er sich anschließend mit Vorurteilen und Antisemitismus. Von 1966 bis 1995 war Horst von Gizycki Professor für Kunstpsychologie an der Universität Kassel (vormals Gesamthochschule Kassel). In dieser Zeit forschte er an erster Stelle über kommunitäre Gemeinschaftsexperimente („gelebte Utopien“). Seine Forschungsinteressen führten ihn nach Israel und mehrfach in die USA (an die Brandeis University sowie nach Berkeley). Aus diesen Aufenthalten resultierten später zahlreiche Bücher (u. a. Arche Noah '84. Zur Sozialpsychologie gelebter Utopien und „Mother Jones“ oder ein anderes Amerika. Kritische Minderheiten in den USA). In seine Zeit als Professor fällt auch seine Mitwirkung an der Hochschulreform, seine Mitarbeit an Projekten der politischen Erwachsenenbildung (in Göttingen) sowie seine Beteiligung an der philosophischen Sommerschule in Korčula sowie am Inter University Center Dubrovnik. Neben seiner Lehr- und Forschungstätigkeit galt sein Engagement dem Projekt der Europäischen Einigung. Dieses Engagement verband sich für ihn auch mit seinem langjährigen Wirken als Mitherausgeber und Autor der Frankfurter Hefte. Von Gizycki zeichnete sich zudem als Essayist und Autor von Hörfunk-Features aus, überwiegend zu sozialpsychologischen Themen. Seit 1955 war er mit der Ethnologin Renate von Gizycki verheiratet.
Horst von Gizycki starb plötzlich und unerwartet am 1. Juni 2009 am Vortag einer von ihm lange geplanten Konferenz europäischer Kulturzeitschriften in Berlin.
Horst von Gizycki war selbst künstlerisch tätig. Über die Jahre schuf er mit Stift und Pinsel hunderte Miniaturen, die erst nach seinem Tod in einer Ausstellung und einer Buchpublikation (Sketchbook. Nulla dies sine linea.) öffentlich wurden.

## Schriften
Bücher
- Der Rückgriff auf irrelevante Merkmale bei schwierigen Unterscheidungen. Ein experimenteller Beitrag zur Psychologie des Urteils. Diss., Göttingen 1959, DNB 480954526
- 1972: Jugendreisen nach Israel. Eine Untersuchung der Wirksamkeit von Begegnungsprogrammen. Mit M. Baethge, H. Skowronek, W. Strzelewicz. Juventa-Verlag, München 1972.
- 1974: Aufbruch aus dem Neandertal. Entwurf einer neuen Kommune. Eine Streitschrift. 123 Seiten. Luchterhand, Darmstadt 1974.
- 1978: Oasen der Freiheit. Von der Schwierigkeit der Selbstbestimmung. Berichte, Erfahrungen, Modelle. 191 Seiten, hrsg. von Hubert Habicht. Fischer-TB, Frankfurt 1978.
- 1983: Arche Noah '84. Zur Sozialpsychologie gelebter Utopien. Ein Essay. 171 Seiten, Fischer-TB, Frankfurt 1983, ISBN 3-596241634.
- 1990: „Mother Jones“ oder Ein anderes Amerika. Kritische Minderheiten in den USA. Fischer-TB, Frankfurt 1990.
- 2011: Von Bosch zu Beuys oder Kann die Kunst unser Leben verändern? Ausgewählte Essays 1969–2008. Universitäts-Press, Kassel 2011, ISBN 978-3-862191444.

Aufsätze
- Zur Psychologie des Vorurteils. In: W. Strzelewicz: Das Vorurteil als Bildungsbarriere. Göttingen 1965
- Erneuerung der ästhetischen Praxis – Die gesellschaftliche Aufgabe der Kunsthochschulen. In: Frankfurter Hefte 7/1969
- Die Pyramidenkrankheit. Sozialpsychologische Thesen zur Pathologie der herrschaftsbestimmten Gesellschaft. In: Frankfurter Hefte 2/1979
- Fraternität. Notizen zur Sozialpsychologie alternativer Lebensformen. In: H. Klages und P. Kmieciak: Wertwandel und gesellschaftlicher Wandel. Frankfurt 1979
- Hat der Kibbuz noch eine Zukunft? In: Frankfurter Hefte 10/1982
- „Produktivkraft“ Eros oder: Neuansätze genossenschaftlicher Lebensformen. In: O. Schwencke (Hg): Zukunft der Arbeit – Zukunft der Freizeit und Kultur. Hagen 1984
- Im Streit um die richtige Leere. Ausgewählte Skizzen zu einer ökologischen Ästhetik. In: Widerspruch. Münchner Zeitschrift für Philosophie 2/1985
- Für ein euro-humanistisches Deutschland. Sozialpsychologische Anmerkungen zur Offenheit der deutschen Frage. In: Die Neue Gesellschaft / Frankfurter Hefte 4/1985
- Zerrissene Fäden. Labyrinthe unserer Geschichte in sozialpsychologischer Sicht. In: Anstöße. Zeitschrift der Evgl. Akademie Hofgeismar 1/1988
- Von Bosch zu Beuys. Über den Beitrag der Künste zum ganzheitlichen Naturverständnis. In: H.A. Müller (Hg): Naturwissenschaft und Glaube. München 1988
- Ach, wir Kain-Gläubigen. Skizzen zur Frage nach meinem Gottesbild. In: J. Brauers (Hg): Mein Gottesbild. Eine Anthologie. München 1990
- Kann die Kunst dazu beitragen, unser Leben zu verändern? In: Zdravko Radman (Hg): Horizons of Humanity. Essays in Honour of Ivan Supek. Frankfurt 1997